# Croton pseudopopulus
Croton pseudopopulus är en törelväxtart som beskrevs av Henri Ernest Baillon. Croton pseudopopulus ingår i släktet Croton och familjen törelväxter. Inga underarter finns listade i Catalogue of Life.